# Elvira Santiso
Elvira Santiso García, (Betanzos, 1872 - Santiago de Compostela, 9 de octubre de 1961) fue una pintora y docente gallega.

## Trayectoria
Siendo niña, marchó con su familia hacia Compostela, donde residió hasta su muerte. Se formó en la Escuela de la Real Sociedad Económica de Amigos del País de Santiago, con maestros como José María Fenollera y Mariano Tito Vázquez. Trabajó como profesora particular en la sociedad de la que había sido alumna y realizó trabajos por encargo.
Formó parte, como tesorera, de la Junta Directiva de la Sociedade de Amigos del Arte de Santiago. Esta sociedad fue creada en noviembre de 1928 y fue disuelta tres años después.

Santiso participó en la Exposición de Arte de Galicia de 1926

Realizó exposiciones en diferentes certámenes, dentro de Galicia en Compostela, La Coruña, Vigo, Ferrol o Villagarcía de Arosa y fuera de Galicia en Madrid, Buenos Aires o Montevideo.
Hay obras suyas en el Museo Municipal Quiñones de León en Vigo y en el Castillo de Santiago de Sanlúcar de Barrameda en Cádiz.

## Obra
En su juventud usó, sobre todo, una paleta reducida a tonos ocres y grises, influida por su maestro Fenollera. Utilizó encuadres y composiciones propios de la fotografía, influida a su vez por el impresionismo y el modernismo. A partir de 1890 se aprecia el influjo de Fernando Álvarez de Sotomayor: ganando en riqueza cromática.
Su pintura es figurativa especializándose en retratos y escenas costumbristas.

## Obras
Algunas de sus obras son: La Cebolla, Junto a la Casa, Tirando un Cigarrillo, Carmeliña, Claustro del Sar, La bordadora, La cena del campanero, Mondando patatas, No muíño, O pé do do cruceiro, O tío Xan y Oración.

## Reconocimientos
- Medalla de Plata por Ornamento en Ornamento en Dibujo Natural en el curso académico1888-1889.[2]
- Medalla de Plata por una copia de un vaciado en yeso, obra realizada con la técnica del carboncillo, en el curso académico 1889-1890.[2]
- Diploma de colaboración en la Exposición Regional de 1896, celebrada en Lugo.
- Mención de Honor en la Exposición Nacional de Bellas Artes de Madrid de 1906 por la obra La clase de pintura.[5]
- Medalla de oro en la Exposición Regional de 1909, celebrada en Santiago de Compostela.[2]
- Medalla Alfonso X el Sabio en reconocimiento a su labor docente.[5]